# Kapolei (Hawái)
Kapolei es un área no incorporada ubicada en el condado de Honolulu en el estado estadounidense de Hawái.

## Geografía
Kapolei se encuentra ubicado en las coordenadas 21°20′5″N 158°4′51″O / 21.33472, -158.08083.